# وعده کردی
«وعده کردی» تصنیفی فارسی است که بیش از صد سال قدمت دارد. این ترانه توسط مرضیه هم اجرا شده‌است.